# Wereldkampioenschap voetbal 2018 (Groep D) Argentinië - IJsland
Dit artikel gaat over de wedstrijd in de groepsfase in groep D tussen Argentinië en IJsland die gespeeld werd op zaterdag 16 juni 2018 tijdens het wereldkampioenschap voetbal 2018. Het duel was de zesde wedstrijd van het toernooi.

## Voorafgaand aan de wedstrijd
- Argentinië stond bij aanvang van het toernooi op de vijfde plaats van de FIFA-wereldranglijst.[1]
- IJsland stond bij aanvang van het toernooi op de 22e plaats van de FIFA-wereldranglijst.[2]
- Deze confrontatie tussen de nationale elftallen van Argentinië en IJsland vond nog nooit eerder plaats.[3]
- Het duel vond plaats in het Otkrytieje Arena in Moskou. Dit stadion werd in 2014 geopend.

## Wedstrijdgegevens[4]
| Datum                | 16 juni 2018                                                                       | 16 juni 2018                                                                       |
| Wedstrijdnummer      | 6                                                                                  | 6                                                                                  |
| Stadion              | Otkrytieje Arena, Moskou                                                           | Otkrytieje Arena, Moskou                                                           |
| Toeschouwers         | 44.190                                                                             | 44.190                                                                             |
| Scheidsrechter       | Szymon Marciniak                                                                   | Szymon Marciniak                                                                   |
| Assistenten          | Paweł Sokolnicki Tomasz Listkiewicz                                                | Paweł Sokolnicki Tomasz Listkiewicz                                                |
| Vierde official      | Wilmar Roldán                                                                      | Wilmar Roldán                                                                      |
| Videoscheidsrechters | Mark Geiger Joe Fletcher (assistent) Paweł Gil (assistent) Gery Vargas (assistent) | Mark Geiger Joe Fletcher (assistent) Paweł Gil (assistent) Gery Vargas (assistent) |
| Man van de wedstrijd | Hannes Þór Halldórsson                                                             | Hannes Þór Halldórsson                                                             |
|                      | Argentinië                                                                         | IJsland                                                                            |
| Doelpunten           | 1                                                                                  | 1                                                                                  |
| Gele kaarten         | 0                                                                                  | 0                                                                                  |
| Rode kaarten         | 0                                                                                  | 0                                                                                  |
| Wissels              | 3                                                                                  | 3                                                                                  |
| Schoten op doel      | 17                                                                                 | 4                                                                                  |
| Schoten naast doel   | 9                                                                                  | 5                                                                                  |
| Overtredingen        | 10                                                                                 | 15                                                                                 |
| Hoekschoppen         | 10                                                                                 | 2                                                                                  |
| Buitenspel           | 0                                                                                  | 0                                                                                  |
| Vrije trappen        | 15                                                                                 | 10                                                                                 |
| Balbezit (%)         | 72                                                                                 | 28                                                                                 |

| Argentinië | 1 – 1        | IJsland |
| (Marcog Rojo) Sergio Agüero 19' | goals        | 23' Alfreð Finnbogason |
| Jorge Sampaoli | bondscoach   | Heimir Hallgrímsson |
| Willy Caballero Eduardo Salvio Nicolás Otamendi Marcos Rojo Nicolás Tagliafico Maximiliano Meza 84' Javier Mascherano Lionel Messi Lucas Biglia 54' Ángel Di María 75' Sergio Agüero | opstellingen | Hannes Þór Halldórsson Birkir Már Sævarsson Kári Árnason Ragnar Sigurðsson Hörður Björgvin Magnússon 63' Jóhann Berg Guðmundsson 76' Aron Gunnarsson Gylfi Sigurðsson Emil Hallfreðsson Birkir Bjarnason 89' Alfreð Finnbogason |
| Éver Banega 54' Cristian Pavón 75' Gonzalo Higuaín 84' | wissels      | 63' Rúrik Gíslason 76' Ari Freyr Skúlason 89' Björn Bergmann Sigurðarson |
| | gele kaarten | |
| | rode kaarten | |